# Cerkiew Narodzenia Najświętszej Maryi Panny w Pełnatyczach
Cerkiew Narodzenia Najświętszej Maryi Panny w Pełnatyczach – murowana cerkiew greckokatolicka, zbudowana w 1798, odnowiona 1911, znajdująca się w Pełnatyczach.
Była to cerkiew parafialna, której podlegały cerkwie w Czelatycach, Rożniatowie i Roźwienicy.

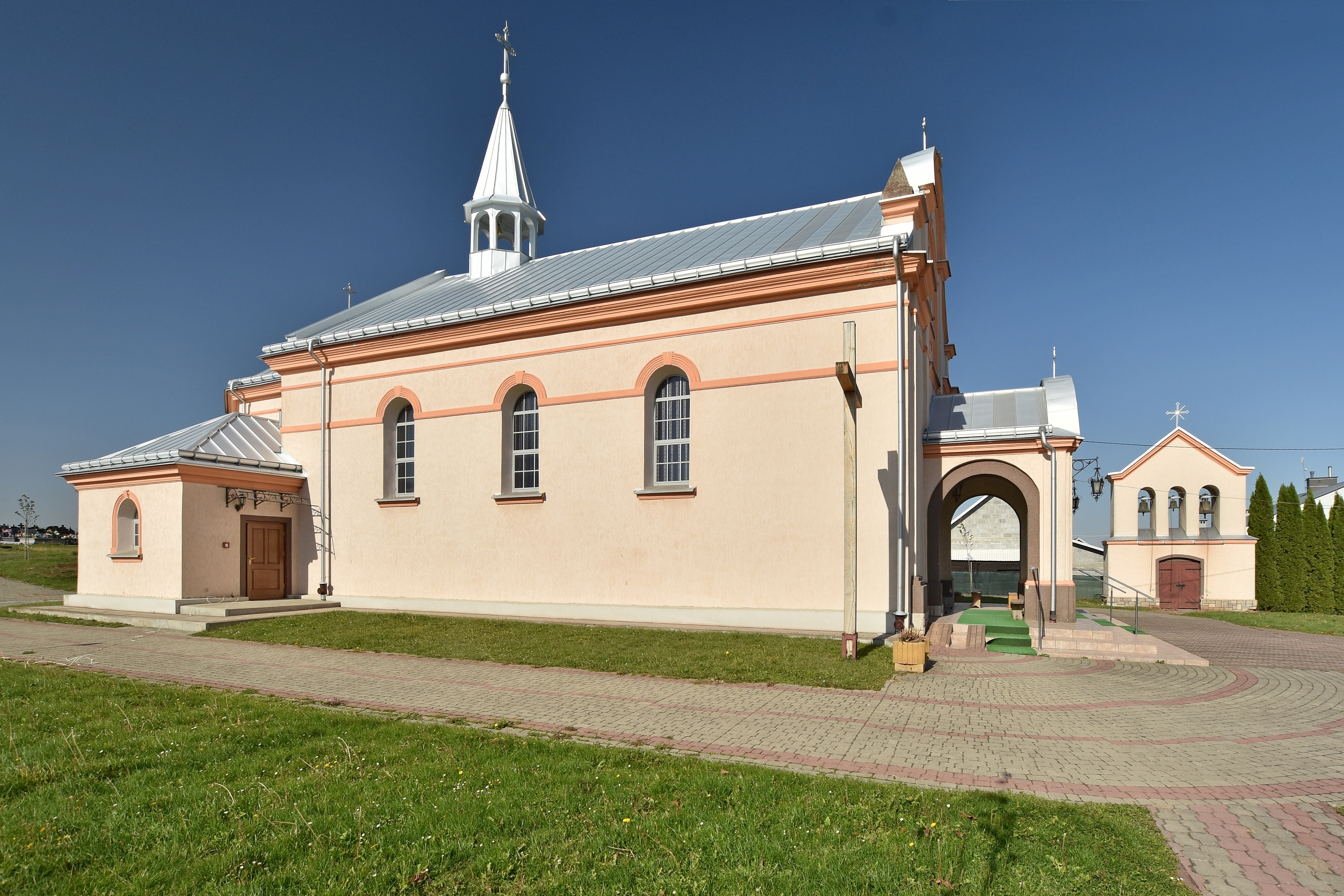
Elewacja boczna
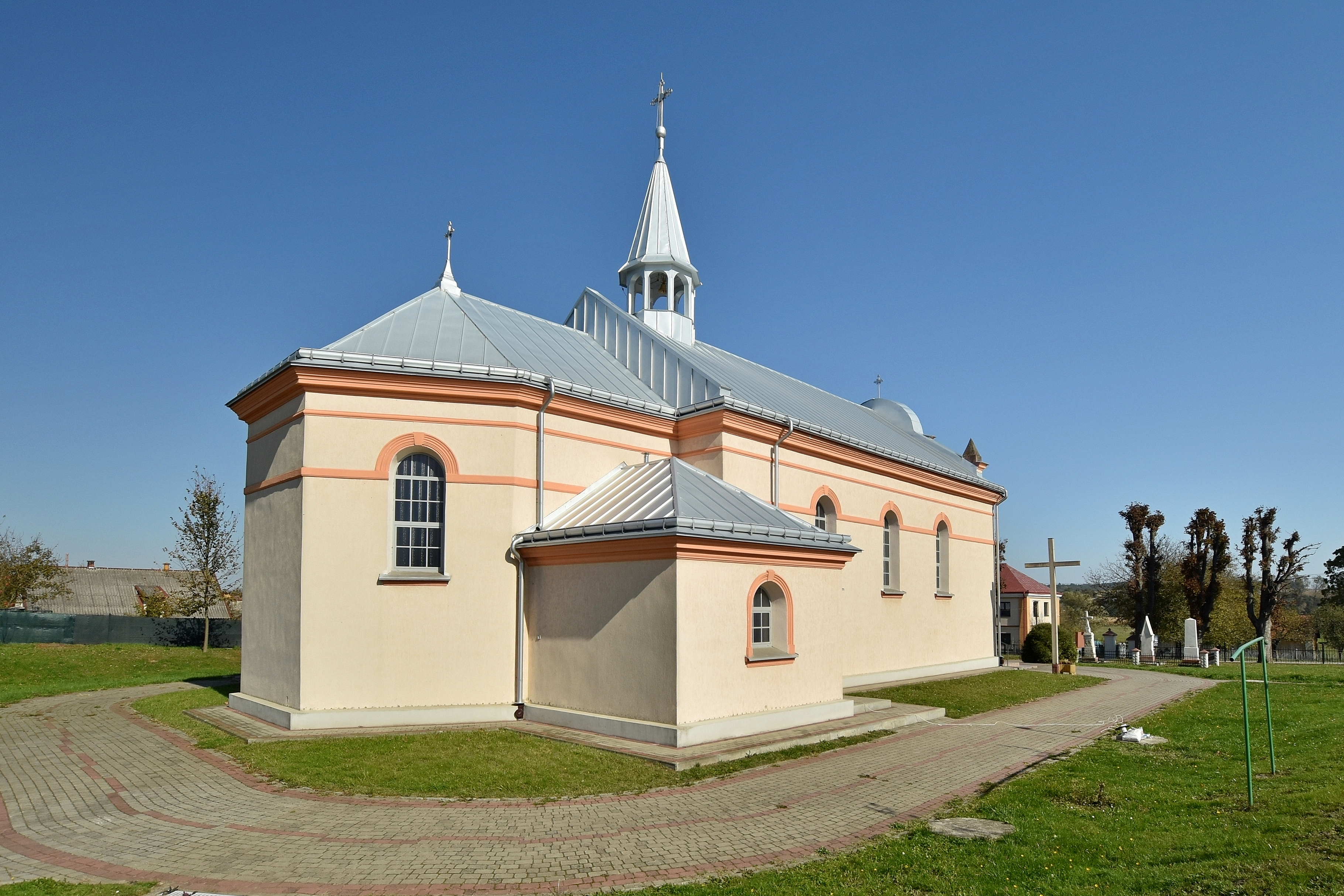
Widok od strony prezbiterium
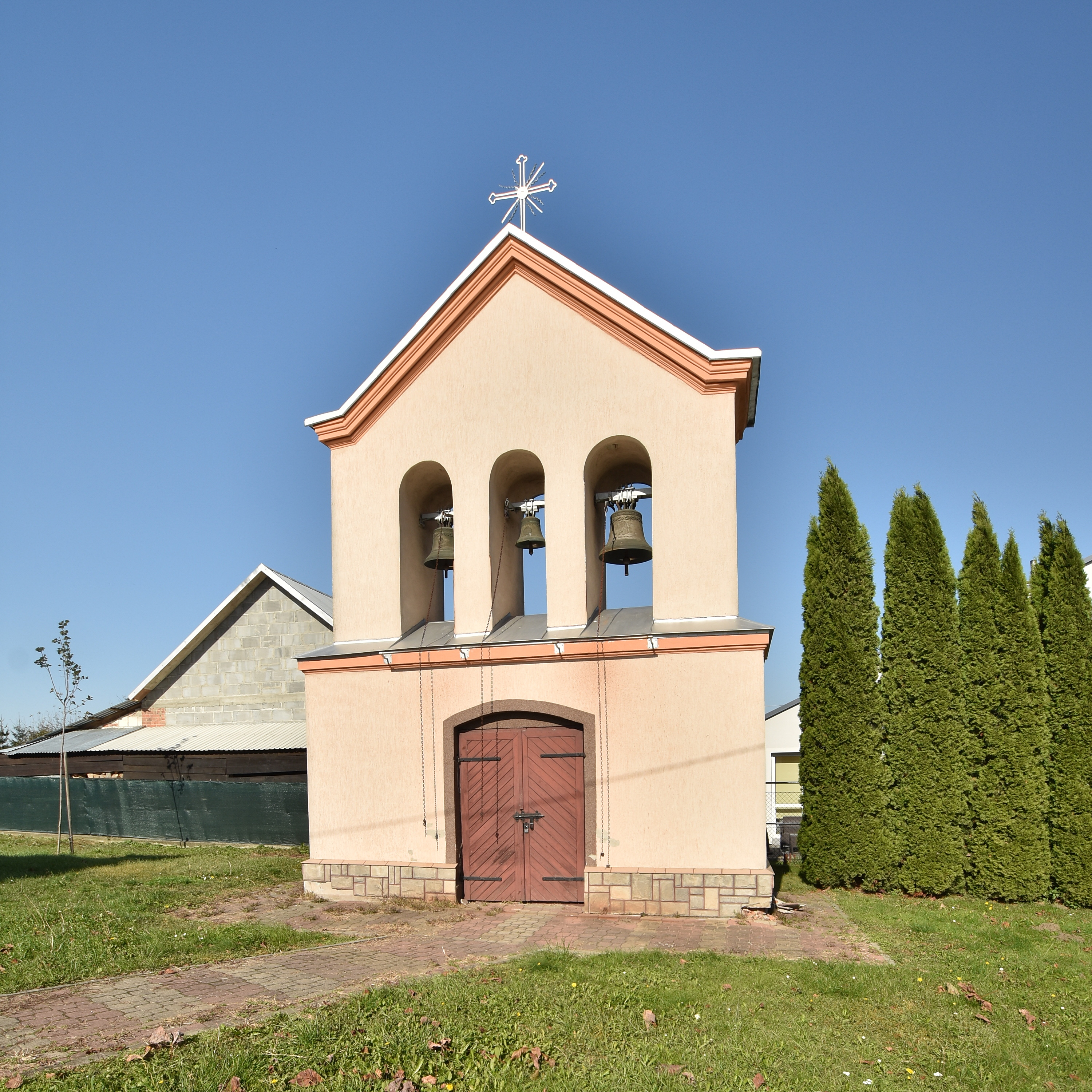
Dzwonnica